# NGC 5219
NGC 5219 (również NGC 5244 lub PGC 48236) – galaktyka spiralna (Sb), znajdująca się w gwiazdozbiorze Centaura. Jest to galaktyka aktywna.
Została odkryta 1 czerwca 1834 roku przez Johna Herschela. Obserwował ją też 3 czerwca tego samego roku, jednak niedokładnie określił jej pozycję, nie zorientował się, że to ten sam obiekt i skatalogował ją po raz drugi. John Dreyer w swoim New General Catalogue skatalogował obie te obserwacje jako, odpowiednio, NGC 5244 i NGC 5219.